# زافرکی
زافرکی (به انگلیسی: Zafarke) یک شهر در پاکستان است که در پنجاب واقع شده‌است.